# Гвіздець (станція)
Гвізде́ць — проміжна залізнична станція Івано-Франківської дирекції Львівської залізниці на неелектрифікованій лінії Коломия — Стефанешти між станціями Коломия (25 км) та Городенка-Завод (25,5 км). Розташована в селищі Гвіздець Коломийського району Івано-Франківської області.

## Історія
Наприкінці 1890-х років XIX століття через селище Гвіздець австрійцями була прокладена залізниця, на якій побудована однойменна залізнична станція. У різні роки була як станція, роз'їзд та колійний пост (2015—2017).

## Пасажирське сполучення
На станції Гвіздець щоденно зупиняються поїзди далекого та приміського сполученням.
| Рух поїздів по станції Гвіздець |                    |                          | |                  |                                                 |
| №                               | Маршрут сполучення | Періодичність курсування | Проміжні станції | Дата призначення | Примітки                                        |
| Далеке сполучення               |                    |                          | |                  |                                                 |
| 357/358 «Гуцульщина»            | Київ — Ворохта     | Щоденно                  | Фастів I, Козятин I, Вінниця, Хмельницький, Тернопіль, Чортків, Заліщики, Стефанешти, Городенка-Завод, Коломия, Яремче | 03.08.2014       | Раніше поїзд курсував до кінцевої станції Рахів |
| Приміське сполучення            |                    |                          | |                  |                                                 |
| 6451/6452                       | Коломия — Заліщики | Щоденно                  | Городенка-Завод, Стефанешти                                                                                            |                  |                                                 |